# Unafilm
Unafilm is een Duitse filmproductiemaatschappij, gevestigd in Berlijn en Keulen. Het bedrijf richt zich voornamelijk op speelfilms. 

## Filmografie
- &ME (2013) (coproductie)
- Ich Liebe Dich (2012)
- Formentera (2012)
- Mark Lombardi - Kunst und Konspiration (2012)
- Halbschatten (2012)
- Peak (2011)
- Schönheit (2011)
- Gelecek uzun sürer (2011) (coproductie)

- Bizim büyük çaresizligimiz (2011) (coproductie)
- Die Ausbildung (2011)
- Satte Farben vor Schwarz (2010)
- Die Kinder vom Friedrichshof (2009)
- Elli Makra - 42277 Wuppertal (2007)
- Leben mit Hannah (2006)
- Benidorm (2006)
- Die große Depression (2005)